# 武卯
武卯（1939年12月19日—2020年5月30日），南定省海后县人，越南政治人物，原国会办公厅主任、共青团中央第一书记。

## 生平
1939年生于河内。原籍南定省海后县。1950年参加革命，曾就读于海防吴权中学。1962年4月加入越南共产党。1964年毕业于水利电力学院，后留校任教。1979年至1980年，任越共先安县委书记。1980年，调任共青团廣寧省委书记。1980年11月，升任共青团中央书记处书记。1982年至1987年，任共青团中央书记处第一书记。1982年，当选越共中央委员。1987年，当选越南國會代表。1987年至2007年，在越南國會机关任职，历任国会青年、少年和儿童委员会主任、办公厅主任、对外委员会主任等职。2008年1月退休。晚年曾任越柬友协主席等职。2020年5月30日凌晨1时39分在河内私宅逝世，终年80岁。葬于富寿省天德墓园。

## 荣誉
- 越共55年党龄纪念章
- 一级独立勋章
- 三级抗美勋章
- 柬埔寨大将军级勋章
- 老挝一级伊沙拉勋章
- 日本旭日章